# Zhong Hui
Zhong Hui, (225-264), cujo nome de cortesia era Shiji  (士季), foi um militar, político e escritor do estado de Cao Wei, durante a Era dos Três Reinos da China antiga. Ele era o filho de Yao Zhong, um calígrafo e militar.
Zhong Hui fez amizade com o general Han Shu, Jiang Wei, e eles planejaram se rebelar contra Deng Ai, mas seus planos falharam e Zhong Hui acabou morrendo em 264.